# Helikopterrånet i Västberga

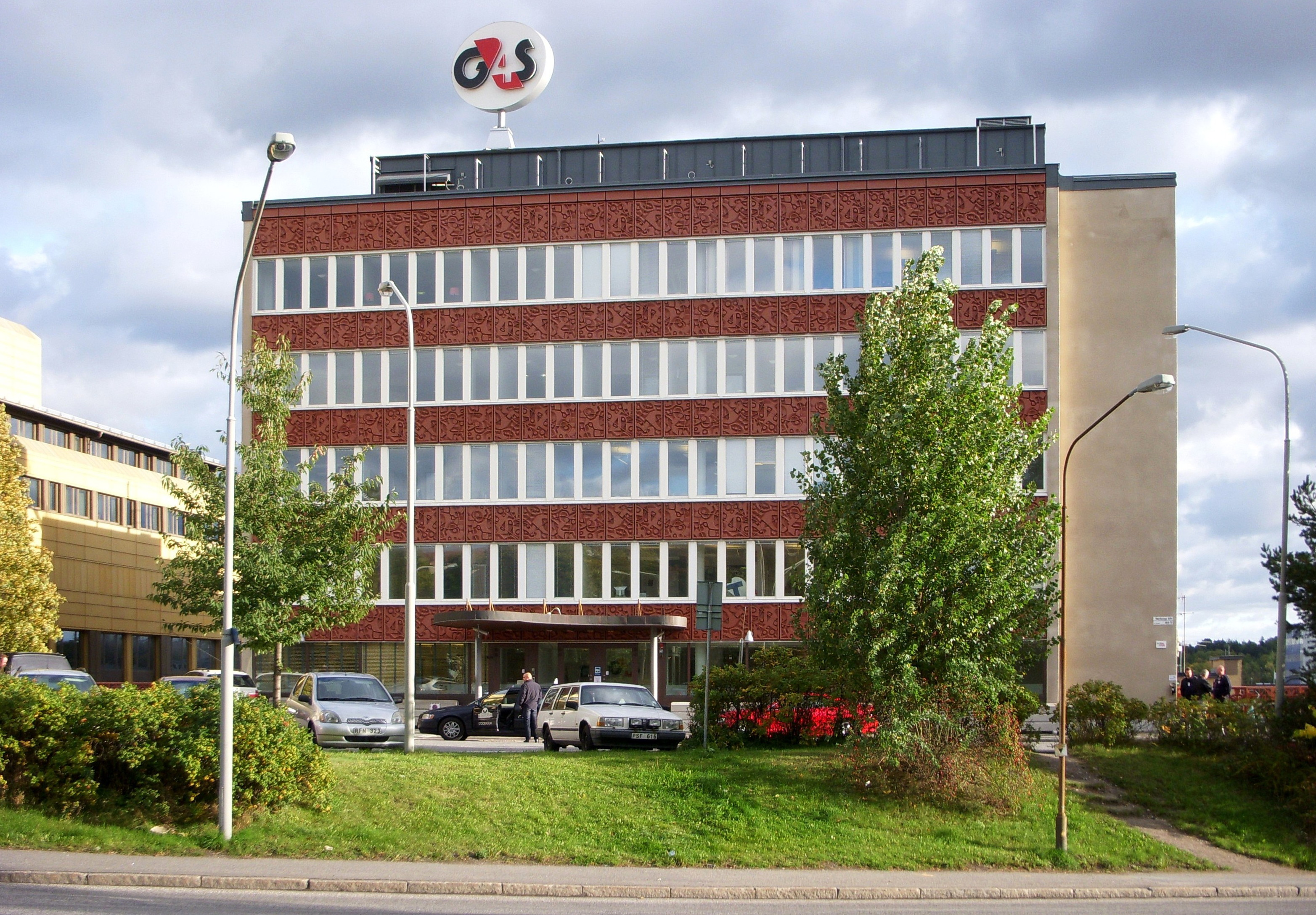
Fastigheten Vreten 17, G4S Cash Services i Västberga industriområde, byggnadens fasad mot Västberga allé.

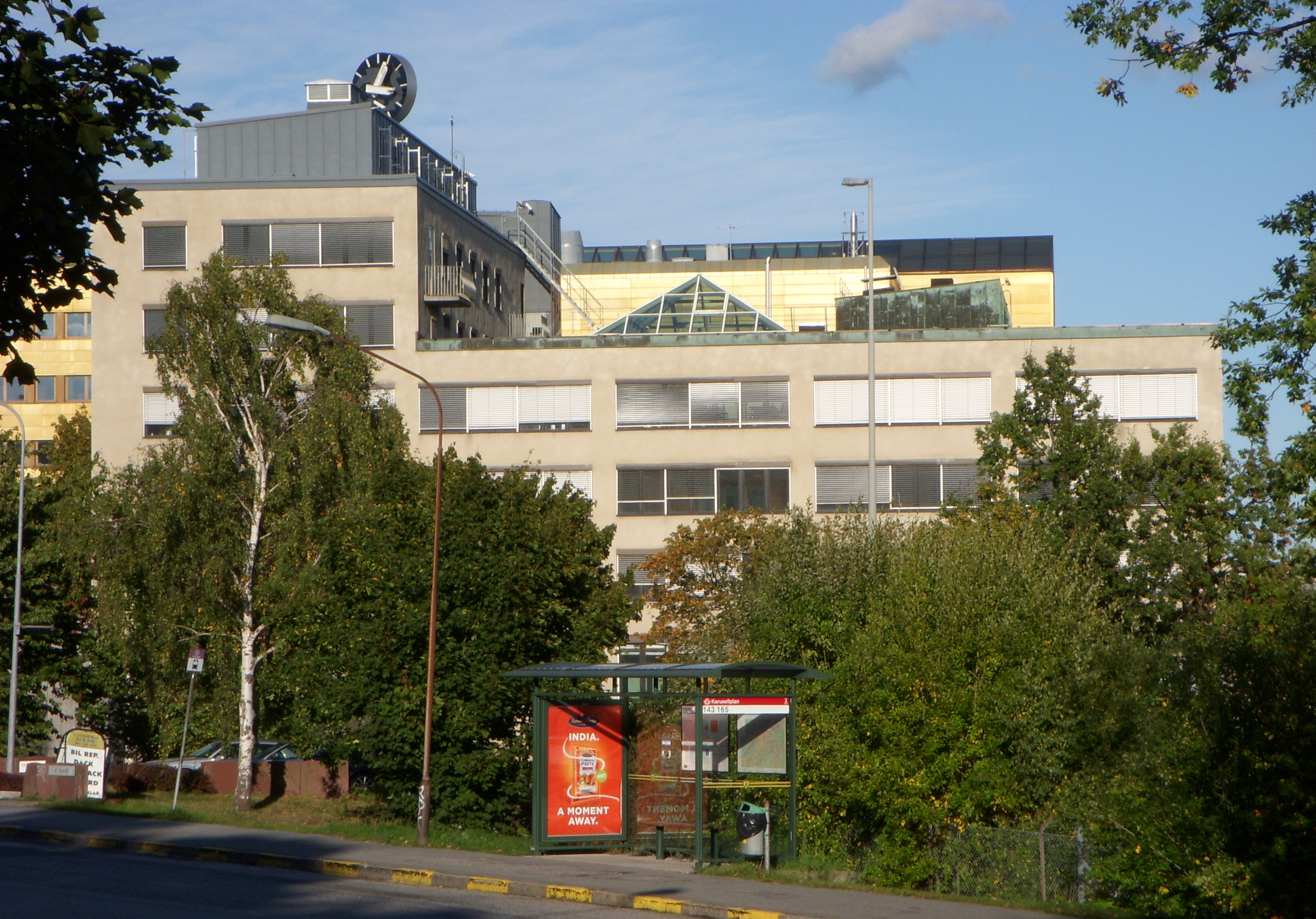
G4S, Cash Services i Västberga, byggnadens fasad mot Vretensborgsvägen med taklanterninen på husets lågdel, 28 september 2009.

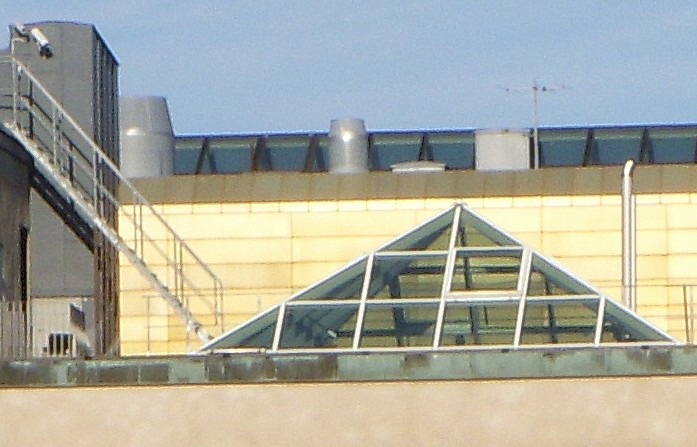
Taklanterninen den 28 september 2009. Fönstret längst ner till vänster slogs sönder, men var vid fototillfället reparerat.

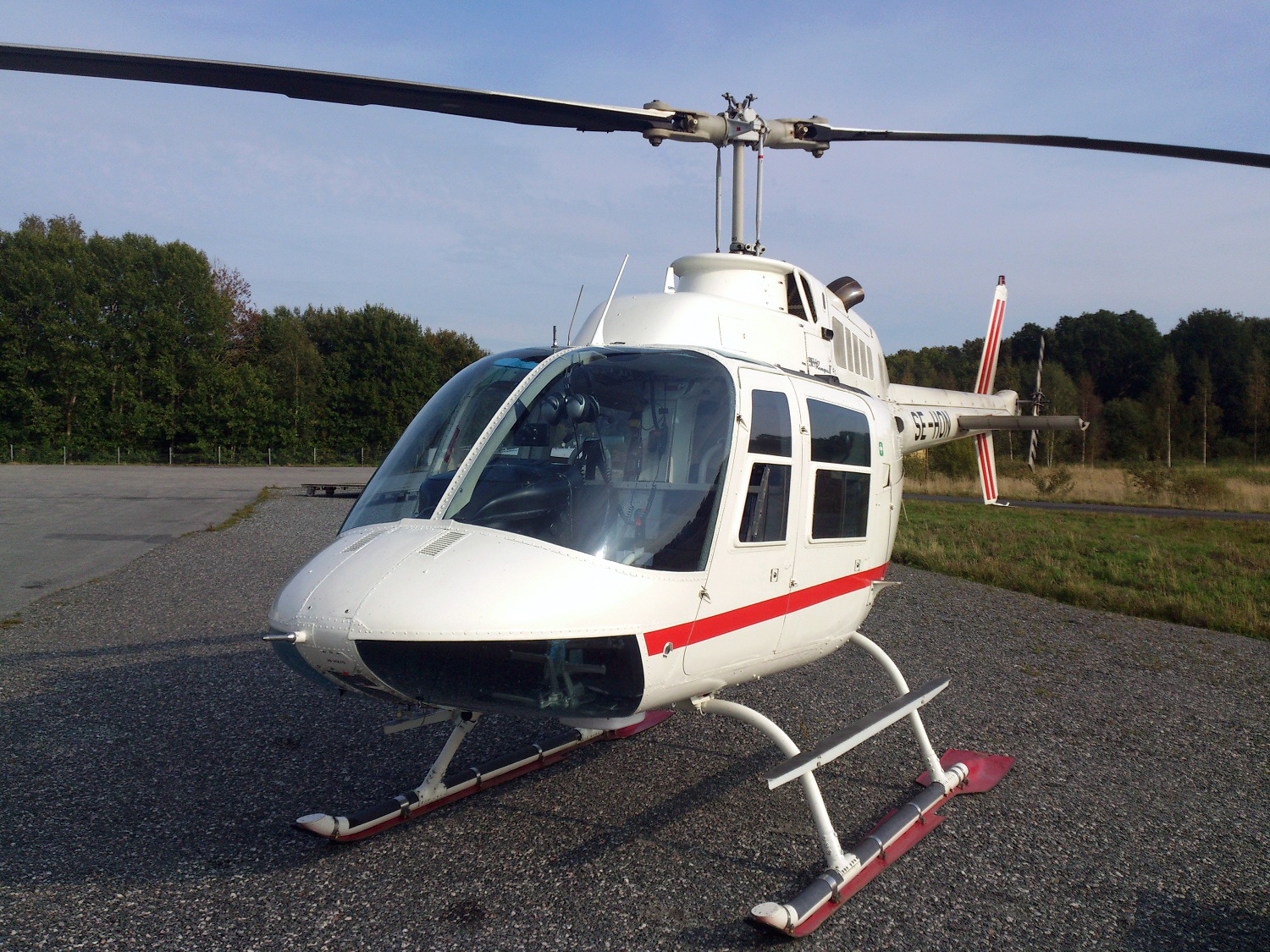
Helikoptern som användes vid rånet.

Helikopterrånet i Västberga var ett rån som genomfördes på morgonen den 23 september 2009 mot G4S Cash Services värdedepå i Västberga industriområde i södra Stockholm. Rånarna hade tillgripit en helikopter av modell Bell 206 Jet Ranger som de använde för att hämta bytet från värdedepån. Rånet blev känt i svensk media som "Helikopterrånet" eftersom det var första gången som en helikopter användes vid ett rån i Sverige. Polisflygets helikoptrar på Myttinge på Värmdö lyfte inte eftersom någon hade placerat en bombattrapp på landningsplatsen. Bytets storlek blev enligt en uppgift till TT 39 miljoner kronor. Ingen del av bytet har ännu återfunnits. Under rättegången, som hölls i augusti 2010, erkände Safa Kadhum att han var en av de tre maskerade männen som var inne i värdedepån.
Rånet fick stor uppmärksamhet, även i utländska massmedier. Det var toppnyhet på BBC:s och Times webbplatser, och bland CNN:s Europanyheter. Även tyska ARD hade ett reportage i sin huvudnyhetssändning klockan 20:00 samma dag.

## Händelseförlopp 23 september
Under natten till den 23 september 2009 stals en helikopter av typen Bell 206 Jet Ranger från Roslagens helikopterflyg i Norrtälje.
För att hindra polisen hade fotanglar placerats ut i Västberga-området och ett bombliknande föremål hade ställts vid Stockholmspolisens dåvarande enda helikopterbas i Stockholmsområdet, i Myttinge på Värmdö, vilket under flera timmar hindrade de två polishelikoptrarna av typen EC135 från att lyfta och delta i rånarjakten.
Den stulna helikoptern anlände strax efter klockan fem på morgonen ovanför G4S värdedepå i Västberga, och tre eller fyra personer landsattes på taket. De använde en slägga för att forcera en ruta i den pyramidformade taklanterninen. Sprängladdningar detonerades inne i byggnaden utan att någon människa kom till skada. Ett antal säckar med pengar lastades ombord i helikoptern som då stod parkerad på taket med motorn igång.
Ungefär en kvart senare anlände en polispatrull som spärrade av området i väntan på förstärkningar. Patrullen begärde tillstånd om att få skjuta verkanseld mot helikoptern, men svaret från polisledningen blev nekande.Anledningen till detta beslut var att kunna försäkra sig om allas säkerhet. Enligt Rikspolisstyrelsens granskning av polisens agerande skulle skador på helikopterns rotorblad medföra "att den riskerar att välta, att delar från rotorn sprids i närområdet och att helikoptern glider av taket och i manöverodugligt skick faller till marken".
Ytterligare några minuter senare lyfte helikoptern med alla rånarna och bytet ombord, och gav sig av från platsen. En rote av flygvapnets JAS 39 Gripen fanns i beredskapsläge över Östersjön. Ordern till planen blev dock att inte agera, då rånet var en polisiär och inte militär fråga.
Vid 8-tiden samma morgon hittades den övergivna helikoptern i ett skogsbryn på ett fält mellan Skavlötens motionsspår och Rönninge by i Arninge cirka 20 kilometer norr om Stockholm. Vid trettontiden oskadliggjordes det bombliknande föremålet vid polisens helikopterbas. Det visade sig vara en attrapp.
Enligt rikskriminalen ska också rånarna först ha dumpat av byte eller rånare i Draget och Kullen utanför Norsborg.[källa behövs] Efter det ska helikoptern ha flugits norrut till Ekerö och till Kanaans badplats i Grimsta naturreservat för att dumpa byte eller rånare. Därefter lämnades helikoptern intill skogsbrynet på ett fält mellan Skavlötens motionsspår och Rönninge by i Arninge cirka två mil norr om Stockholm.

## Rättsliga efterverkningar av rånet

### Polisutredning
Dagen efter rånet utlyste G4S en belöning på sju miljoner kronor för upplysningar som leder till ett gripande av gärningsmännen eller att rånbytet återfås. Den 27 september anhölls sex personer misstänkta för delaktighet i rånet, varav tre senare släpptes på grund av bristande bevis. Serbiens inrikesminister Ivica Dacic rapporterades den 29 september ha bekräftat att landets polis redan en månad tidigare varnat sina svenska kollegor om att medlemmar i den forna polisstyrkan Röda baskrarna planerade rånet.
I samband med utredningen gav Rikskriminalen medvetet felaktig information till Stockholmspolisen om att man skulle ha hittat flygbiljetter till Asien i en av de anhållnas bostad. När den falska informationen dagen därpå publicerades i kvällstidningen Expressen, ansåg Rikskriminalen att man fått sina misstankar om läckor hos Stockholmspolisen bekräftade. Justitieminister Beatrice Ask reagerade med uttalandet "Jag hoppas inte man har tid att skvallra överhuvudtaget utan att de håller käften och gör sitt jobb".

### Rättegång
Måndagen den 19 juli 2010 väcktes åtal vid Södertörns tingsrätt mot fem personer för grovt rån, samt mot fem andra för medhjälp till grovt rån. En av de senare åtalades även för förberedelse till grovt rån. Huvudförhandling inleddes måndagen den 2 augusti, och dom meddelades den 7 oktober.
Två av de som åtalats för grovt rån (Alexander Eriksson och Safa Kadhum) dömdes till fängelse i sju år vardera, medan åtalet mot de tre andra ogillades. Fyra av de fem som åtalats för medhjälp till grovt rån dömdes; åtalet för medhjälp till grovt rån mot en av dessa ogillades. Två av de fyra (Charbel Charro och Mikael Södergran) dömdes till fem års fängelse vardera, medan Goran Bojovic dömdes till tre års och Marcus Axelsson till två års fängelse. Åtalet mot den femte personen för medhjälp till grovt rån ogillades, men han dömdes för skyddande av brottsling.
De sju dömdes även att betala nära 10 miljoner kronor i skadestånd till G4S, 370 000 kronor till Roslagen flyg och summor mellan 7 500 och 43 000 kronor till de som befunnit sig i depån när rånet genomfördes.
Tingsrättens domar överklagades av både åklagare och dömda till Svea hovrätt. Den 16 februari 2011 meddelade hovrätten sin dom. Fängelsestraffen för Eriksson och Kadhum skärptes till åtta års fängelse, och för Bojovic till fyra års fängelse. Tingsrättens övriga domar fastställdes. Tre av de dömda överklagade den 16 mars 2011 sina domar till Högsta domstolen, som beslutade att inte meddela prövningstillstånd.

## Diskussion och följder
Rånet föranledde omfattande diskussion i svenska medier. Polisen kritiserades bland annat för att de obevakade polishelikoptrarna relativt enkelt kunde sättas ur spel, och att samarbete med Flygvapnet inte kom till stånd. Rikspolisstyrelsens granskning visar att polisens kommenderingschef begärde stöd från Flygvapnet, som dock inte hade förutsättningar att hjälpa till.
En följd av helikopterrånet var att skyddslagen (2010:305), som trädde i kraft året efter, gav skyddsvakter utökade befogenheter att ingripa mot grovt rån.

## Kulturverk
År 2013 utkom Helikopterpiloten av Håkan Lahger, en skildring av rånet med fokus på Alexander Eriksson, som flög helikoptern under rånet.
I oktober 2016 rapporterades att det pågick förhandlingar om filmrättigheter till den då ännu inte utkomna romanen Helikopterrånet. Netflix angavs ligga bäst till i förhandlingarna, med Jake Gyllenhaal i en framträdande roll. 
År 2017 visade Sveriges Television dokumentären Helikopterrånet i sex avsnitt.
År 2017 utkom Helikopterrånet av Jonas Bonnier, en roman baserad på rånet.
Den 22 november 2024 hade miniserien Helikopterrånet, skapad av Ronnie Sandahl, premiär på Netflix. Serien är baserad på Bonniers bok.